# Kabinett Paulssen II
Das Kabinett Paulssen II bildete die Staatsregierung des Landes Thüringen vom 6. November 1928 bis 23. Oktober 1929. Es war noch bis zum 22. Januar 1930 geschäftsführend im Amt.
| Amt                           | Name                              | Bild | Partei | Partei   |
| ----------------------------- | --------------------------------- | ---- | ------ | -------- |
| Leitender Staatsminister      | Arnold Paulssen                   |      |        | DDP      |
| Inneres                       | Karl Riedel                       |      |        | DVP      |
| Justiz                        | Karl Riedel                       |      |        | DVP      |
| Finanzen                      | Wilhelm Toelle bis 16. April 1929 |      |        | VRP      |
| Finanzen                      | Arnold Paulssen ab 7. Mai 1929    |      |        | DDP      |
| Wirtschaft                    | Arnold Paulssen                   |      |        | DDP      |
| Volksbildung                  | Arnold Paulssen                   |      |        | DDP      |
| Staatsrat (für Gotha)         | Hugo Woenne                       |      |        | WP       |
| Staatsrat (für Rudolstadt)    | Erich Mackeldey                   |      |        | Landbund |
| Staatsrat (für Sondershausen) | Harald Bielfeld ab 7. Mai 1929    |      |        | DDP      |
| Staatsrat (für Altenburg)     | Louis Krause                      |      |        | WP       |
| Staatsrat (für Reuß)          | Erich Port                        |      |        | Landbund |
| Staatsrat (für Meiningen)     | Ernst Glöckner bis 6. Mai 1929    |      |        | DDP      |